# エリック・ジョンソン (野球)
エリック・クレイグ・ジョンソン（Erik Craig Johnson, 1989年12月30日 - ）は、アメリカ合衆国・カリフォルニア州サンタクララ郡マウンテンビュー出身の元プロ野球選手（投手）。右投右打。

## 経歴

### プロ入りとホワイトソックス時代
2011年のMLBドラフト2巡目（全体80位）でシカゴ・ホワイトソックスから指名され、7月6日に契約。この年は傘下のパイオニアリーグのルーキー級グレートフォールズ・ボイジャーズでプロデビュー。2試合に登板して防御率4.50・2奪三振の成績を残した。
2012年はまずA級カナポリス・インティミデイターズでプレーし、9試合に先発登板して2勝2敗・防御率2.30・39奪三振の成績を残した。7月にA+級ウィンストン・セーラム・ダッシュへ昇格。8試合に先発登板して4勝3敗・防御率2.74・48奪三振の成績を残した。
2013年はまずAA級バーミングハム・バロンズでプレーし、14試合に先発登板して8勝2敗・防御率2.23・74奪三振の成績を残した。6月にAAA級シャーロット・ナイツへ昇格。10試合に先発登板して4勝1敗・防御率1.57・57奪三振の成績を残した。9月2日にホワイトソックスとメジャー契約を結び、9月4日のニューヨーク・ヤンキース戦で先発起用されメジャーデビュー。6回を投げ7安打5失点（自責点3）3四球と結果を残せず、メジャー初黒星を喫した。9月16日のミネソタ・ツインズ戦では6回を投げ、4安打無失点と好投し、メジャー初勝利を挙げた。この年メジャーでは5試合に先発登板して3勝2敗・防御率3.25・18奪三振の成績を残した。
2014年3月1日にホワイトソックスと1年契約に合意し、開幕ロースター入りした。この年も前年と同じく5試合に先発登板したが、防御率6.46・WHIP1.77はいずれも悪化し、打ち込まれたシーズンとなった。
2015年は、過去2シーズンより1試合だけ多い6試合に先発で投げた。35.0イニングで本塁打を8本浴び、被弾が大幅に増加したが、自己ベストの3勝（1敗）・防御率3.34を記録した。

### パドレス時代
2016年6月4日にジェームズ・シールズとのトレードで、フェルナンド・タティス・ジュニア（父親は元・メジャーリーガーのフェルナンド・タティス・シニア）と共にサンディエゴ・パドレスへ移籍した。オフの12月2日にFAとなったが、11日にマイナー契約で再契約し、2017年のスプリングトレーニングに招待選手として参加することになった。2018年オフの11月2日にFAとなった。

## 詳細情報

### 年度別投手成績
| 年 度    | 球 団    | 登 板 | 先 発 | 完 投 | 完 封 | 無 四 球 | 勝 利 | 敗 戦 | セ 丨 ブ | ホ 丨 ル ド | 勝 率 | 打 者 | 投 球 回 | 被 安 打 | 被 本 塁 打 | 与 四 球 | 敬 遠 | 与 死 球 | 奪 三 振 | 暴 投 | ボ 丨 ク | 失 点 | 自 責 点 | 防 御 率 | W H I P |
| -------- | -------- | ----- | ----- | ----- | ----- | -------- | ----- | ----- | -------- | ----------- | ----- | ----- | -------- | -------- | ----------- | -------- | ----- | -------- | -------- | ----- | -------- | ----- | -------- | -------- | ------- |
| 2013     | CWS      | 5     | 5     | 0     | 0     | 0        | 3     | 2     | 0        | 0           | .600  | 128   | 27.2     | 32       | 5           | 11       | 0     | 1        | 18       | 2     | 0        | 16    | 10       | 3.25     | 1.55    |
| 2014     | CWS      | 5     | 5     | 0     | 0     | 0        | 1     | 1     | 0        | 0           | .500  | 109   | 23.2     | 27       | 1           | 15       | 1     | 2        | 18       | 3     | 0        | 18    | 17       | 6.46     | 1.77    |
| 2015     | CWS      | 6     | 6     | 0     | 0     | 0        | 3     | 1     | 0        | 0           | .750  | 151   | 35.0     | 32       | 8           | 17       | 0     | 1        | 30       | 3     | 0        | 14    | 13       | 3.34     | 1.40    |
| 2016     | CWS      | 2     | 2     | 0     | 0     | 0        | 0     | 2     | 0        | 0           | .000  | 53    | 11.2     | 14       | 5           | 6        | 0     | 0        | 11       | 0     | 0        | 9     | 9        | 6.94     | 1.71    |
| 2016     | SD       | 4     | 4     | 0     | 0     | 0        | 0     | 4     | 0        | 0           | .000  | 93    | 19.2     | 32       | 9           | 5        | 0     | 0        | 10       | 2     | 0        | 20    | 20       | 9.15     | 1.88    |
| '16計    | SD       | 6     | 6     | 0     | 0     | 0        | 0     | 6     | 0        | 0           | .000  | 146   | 31.1     | 46       | 14          | 11       | 0     | 0        | 21       | 2     | 0        | 29    | 29       | 8.33     | 1.82    |
| MLB：4年 | MLB：4年 | 22    | 22    | 0     | 0     | 0        | 7     | 10    | 0        | 0           | .412  | 534   | 117.2    | 137      | 28          | 54       | 1     | 4        | 87       | 10    | 0        | 77    | 69       | 5.28     | 1.62    |

### 背番号
- 45（2013年 - 2016年途中）
- 50（2016年途中 - 同年終了）